# Ligue européenne masculine de volley-ball 2011
Navigation
2010 2012
La 8e Ligue européenne de volley-ball s'est déroulée du 26 mai au  17 juillet 2011. La phase finale a eu lieu à Košice en Slovaquie. C'est d'ailleurs la  Slovaquie qui s'est imposée en finale contre l' Espagne.

## Équipes participantes
- Autriche
- Belgique
- Biélorussie
- Croatie
- Espagne
- Grèce
- Pays-Bas
- Roumanie
- Grande-Bretagne
- Slovaquie
- Slovénie
- Turquie

## Tour préliminaire

### Composition des groupes
| Poule A                                   | Poule B                         | Poule C                                |
| ----------------------------------------- | ------------------------------- | -------------------------------------- |
| Belgique Croatie Grande-Bretagne Slovénie | Autriche Espagne Grèce Pays-Bas | Biélorussie Roumanie Slovaquie Turquie |

### Poule A
| # | Équipe          | Pts | J  | G | P | Sp | Sc | Ratio | Pp   | Pc   | Ratio |
| - | --------------- | --- | -- | - | - | -- | -- | ----- | ---- | ---- | ----- |
| 1 | Slovénie        | 26  | 12 | 9 | 3 | 28 | 16 | 1.75  | 1025 | 955  | 1.073 |
| 2 | Belgique        | 18  | 12 | 7 | 5 | 26 | 24 | 1.083 | 1106 | 1076 | 1.028 |
| 3 | Croatie         | 16  | 12 | 4 | 8 | 22 | 27 | 0.815 | 1036 | 1065 | 0.973 |
| 4 | Grande-Bretagne | 12  | 12 | 4 | 8 | 19 | 28 | 0.679 | 995  | 1066 | 0.933 |

### Poule B
| # | Équipe   | Pts | J  | G  | P  | Sp | Sc | Ratio | Pp   | Pc   | Ratio |
| - | -------- | --- | -- | -- | -- | -- | -- | ----- | ---- | ---- | ----- |
| 1 | Espagne  | 30  | 12 | 10 | 2  | 32 | 12 | 2.667 | 1054 | 951  | 1.108 |
| 2 | Pays-Bas | 24  | 12 | 9  | 3  | 28 | 16 | 1.75  | 1025 | 956  | 1.072 |
| 3 | Grèce    | 11  | 12 | 3  | 9  | 14 | 29 | 0.483 | 905  | 994  | 0.91  |
| 4 | Autriche | 7   | 12 | 2  | 10 | 14 | 31 | 0.452 | 980  | 1063 | 0.922 |

### Poule C
| # | Équipe      | Pts | J  | G | P | Sp | Sc | Ratio | Pp   | Pc   | Ratio |
| - | ----------- | --- | -- | - | - | -- | -- | ----- | ---- | ---- | ----- |
| 1 | Roumanie    | 24  | 12 | 8 | 4 | 27 | 16 | 1.688 | 1009 | 964  | 1.047 |
| 2 | Slovaquie   | 23  | 12 | 8 | 4 | 28 | 19 | 1.474 | 1060 | 1009 | 1.051 |
| 3 | Biélorussie | 17  | 12 | 5 | 7 | 22 | 24 | 0.917 | 1061 | 1049 | 1.011 |
| 4 | Turquie     | 8   | 12 | 3 | 9 | 13 | 31 | 0.419 | 919  | 1027 | 0.895 |

## Phase finale
La phase finale s'est disputée du 15 au 16 juillet 2011 à Košice (Slovaquie)
|  | Demi-finales                            | Demi-finales                            |                        |   | Finale                                  | Finale                                  |
|  | Demi-finales                            | Demi-finales                            |                        |   | Finale                                  | Finale                                  |
|  |                                         |                                         |                        |   |                                         |                                         |
|  | 16.07.11, 24-26 25-23 25-19 17-25 12-15 | 16.07.11, 24-26 25-23 25-19 17-25 12-15 |                        |   | 17.07.11, 22-25 25-22 26-24 22:25 12-15 | 17.07.11, 22-25 25-22 26-24 22:25 12-15 |
|  | 16.07.11, 24-26 25-23 25-19 17-25 12-15 | 16.07.11, 24-26 25-23 25-19 17-25 12-15 |                        |   | 17.07.11, 22-25 25-22 26-24 22:25 12-15 | 17.07.11, 22-25 25-22 26-24 22:25 12-15 |
|  | Slovénie                                | 2                                       |                        |   | 17.07.11, 22-25 25-22 26-24 22:25 12-15 | 17.07.11, 22-25 25-22 26-24 22:25 12-15 |
|  | Slovénie                                | 2                                       |                        |   | 17.07.11, 22-25 25-22 26-24 22:25 12-15 | 17.07.11, 22-25 25-22 26-24 22:25 12-15 |
|  | Espagne                                 | 3                                       |                        |   | 17.07.11, 22-25 25-22 26-24 22:25 12-15 | 17.07.11, 22-25 25-22 26-24 22:25 12-15 |
|  | Espagne                                 | 3                                       | Espagne                | 2 |                                         |                                         |
|  | 16.07.11, 25-14 28-26 25-19             |                                         | Espagne                | 2 |                                         |                                         |
|  |                                         | Slovaquie                               | 3                      |   |                                         |                                         |
|  | Slovaquie                               | Slovaquie                               | 3                      | 3 |                                         |                                         |
|  | Slovaquie                               |                                         |                        | 3 |                                         |                                         |
|  | Roumanie                                | 0                                       |                        |   |                                         |                                         |
|  | Roumanie                                | 0                                       | Match pour la 3e place |   |                                         |                                         |
|  |                                         |                                         |                        |   |                                         |                                         |
|  | 17.07.11, 25-20 25-18 25-22             |                                         |                        |   |                                         |                                         |
|  |                                         |                                         |                        |   |                                         |                                         |
|  | Slovénie                                | 3                                       |                        |   |                                         |                                         |
|  | Slovénie                                | 3                                       |                        |   |                                         |                                         |
|  | Roumanie                                | 0                                       |                        |   |                                         |                                         |
|  | Roumanie                                | 0                                       |                        |   |                                         |                                         |

## Classement final
| Place              | Équipe          |
| ------------------ | --------------- |
| Médaille d'or      | Slovaquie       |
| Médaille d'argent  | Espagne         |
| Médaille de bronze | Slovénie        |
| 4                  | Roumanie        |
| 5                  | Pays-Bas        |
| 6                  | Belgique        |
| 7                  | Biélorussie     |
| 8                  | Croatie         |
| 9                  | Grèce           |
| 10                 | Grande-Bretagne |
| 11                 | Turquie         |
| 12                 | Autriche        |

## Distinctions individuelles
- MVP : Tomas Kmet
- Meilleur marqueur : Sergio Noda
- Meilleur attaquant : Sergio Noda
- Meilleur serveur : Alen Pajenk
- Meilleur contreur : Tomas Kmet
- Meilleur libero : Roman Ondrušek
- Meilleur passeur : Michal Masný
- Meilleur réceptionneur : Francesc Llenas